# Karma Yoga
Nella scuola di pensiero induista del Vedānta, il Karma Yoga (dal sanscrito Karma - azione, e Yoga - unione) è uno dei quattro sentieri di base per raggiungere la salvezza (insieme a Jñāna Yoga, Raja Yoga e Bhakti Yoga).
"Karma Yoga" può essere tradotto come "Via dell'azione"; è un tipo di filosofia empirica e diretta, una spiritualità semplice ed immediata basata sulla ricerca della trascendenza nell'azione stessa, e non nella sua negazione (al contrario di quanto nella mentalità comune si sarebbe soliti pensare). Combinando e fondendo azione e meditazione, questo Yoga consiste nella progressiva purificazione e aderenza al Dharma tramite le proprie azioni, dalle più piccole e quotidiane a quelle più importanti e decisive.
Al Karma Yoga è dedicato il terzo capitolo della Bhagavad Gita, nella quale si espone questa filosofia dell'azione. Qui si afferma che tra azione ed inattività è preferibile l'azione, a patto che essa sia compiuta con distacco, perseguendo il proprio dovere universale (Dharma) e non provando desiderio o avversione verso i frutti delle proprie azioni, ma agendo soltanto in accettazione del proprio ruolo (svadharma) e al servizio dell'universo e della Divinità.

In questo modo, l'azione non produce Karma poiché in effetti non si agisce affatto, ma si considera Dio l'unico autore delle proprie azioni; il corpo, i sensi, la mente, l'intelletto e la stessa anima individuale (jīva) divengono così strumenti della Volontà Divina; questo abbandono, questa rinuncia a ritenere sé stessi autori dell'azione, porta il devoto ad una progressiva identificazione del proprio Sé limitato con il Sé illimitato, fino al conseguimento di Moksha (liberazione dal ciclo di nascite e morti, o Saṃsāra).

## Il Karma Yogi
Una persona che pratica il Karma Yoga è definita un Karma Yogi.
(Bhagavad Gita, III, 18-19)
Come si è visto, il Karma Yogi agisce senza attaccamento né avversione per l'azione che sta compiendo, senza alcun desiderio per i frutti dell'azione. Tuttavia, questo non significa accettare e subire passivamente qualsiasi evento o costrizione la vita stia imponendo; il Karma Yogi è colui che ha la saggezza e la capacità di sapersi liberare in modo armonico da ogni situazione che, vivendola in qualsiasi altro modo, rischierebbe di alterare il proprio equilibrio. Così, egli non si oppone ai doveri che la vita quotidianamente gli impone, ma li riconosce ed accetta con gioia; in questo modo non soltanto scioglie i legami karmici e reincarnativi che lo legano al mondo fenomenico illusorio, ma rinforza la propria unione mistica - Yoga, appunto - con Dio ed il Cosmo; un po' come la minuscola tessera di un infinito mosaico che, aderendo al proprio ruolo (il contorno, la forma che gli è propria), trova la sua posizione, perdendo la propria identità di "tessera" e divenendo così il mosaico stesso.

Così il Karma Yogi, aderendo con gioia e distacco sia al Dharma universale, sia al suo Dharma specifico, pur rimanendo ancora legato al mondo fenomenico, sperimenta già la liberazione da tutto ciò che è mutevole, transitorio, effimero e relativo; ed ogni istante, ogni frangente della sua vita, diviene per lui un profondo atto di meditazione, un sacro momento di congiungimento a Dio e alla Realtà Cosmica.